# 1990 DW2
1990 DW2 är en asteroid i huvudbältet som upptäcktes den 24 februari 1990 av den belgiske astronomen Henri Debehogne vid La Silla-observatoriet.
Den har en diameter på ungefär 17 kilometer.